# Marwan El-Amrawy
Marwan El-Amrawy (em árabe: مروان العمراوي; Alexandria, 14 de abril de 1995) é um maratonista aquático egípcio.

## Carreira

### Rio 2016
El-Amrawy competiu nos 10 km masculino nos Jogos Olímpicos de Verão de 2016 ficando na 23º colocação.